# 松本忠
松本 忠（まつもと ただし、1973年 - ）は、日本の画家。鉄道風景画家として、全国各地の鉄道のある風景を描き、ローカル線の応援活動にも取り組んでいる。

## 概要
横浜市生まれ。3歳から埼玉県戸田市に移り住む。戸田市立戸田第一小学校、戸田市立戸田中学校、埼玉県立浦和高等学校卒業。一年間の浪人を経て、1993年に東北大学文学部（社会学専攻）に進学。大学卒業後の1997年、三菱化学株式会社へ入社する。入社後は、三菱化学ＭＫＶ株式会社の産業用塩化ビニルフィルムを製造する部署に配属され、大阪や東京、名古屋に勤務する。
３年目の名古屋への転勤を機に、週末は列車での日帰りスケッチを楽しむようになる。この頃から実際に自らの手で何かを創作したいという気持ちが強くなっていった。2001年に画業を志し、約５年間勤めた会社を退職、福島県郡山市に移住する。アルバイトで生計をたてつつ休日は鉄道の旅に出かけて写真を撮りため、鉄道風景画を描く日々を送り、2002年には「もうひとつの時刻表」（ARTBOX）を出版する。
その後、やなせたかしが編集長を務めていた詩と絵の月刊誌｢詩とメルヘン｣（サンリオ）が主催するイラストコンクールにて｢佳作｣受賞。これらを機に､｢鉄道ダイヤ情報｣（交通新聞社）での連載をはじめとした、鉄道・旅分野を中心とする各種出版物での連載や掲載が始まる。2003年以降、当時住んでいた郡山市をはじめ東京や埼玉を中心に、各地で毎年個展を開催するようになる。
2005年に「詩とメルヘン」で出会い、その後仕事仲間となったルポライター・詩人の浅田志津子との結婚を機に、さいたま市に転居。2008年にはうすい百貨店（福島県郡山市）にて、初めての百貨店での個展を開催する。2010年に八重洲ブックセンター本店にて画業10周年記念展を開催。その後も各地の百貨店、大型書店などでの個展開催、各種イベントへの出展、グループ展への参加。
売り上げ金の一部を被災地の鉄道に寄付する活動や、各地のローカル線の切符や回数券を大量購入し、鉄道への想いをつづった絵葉書に一枚づつ貼りつけたグッズを作品展来場者に無料配布するなど、地方鉄道の応援活動にも取り組んでいる。

## 人物
中学・高校時代は野球部に所属しており、高校時代は外野手の補欠だった。大学では応援団に所属。
かつては詩も書いていたが、画家として関わっていた月刊誌「詩とメルヘン」で知りあったルポライター・詩人　浅田志津子の、駅のホームが舞台の詩「たたんだ千円札」を読んで以降、絵に専念することになる。
「知り合った頃の妻は、鉄道好きというわけでもないのに「月刊福祉」や「月刊社会教育」の取材記者をしていたため、私でさえ乗車したことのない、さいはての路線にもたくさん乗車していて驚かされました。妻が書く詩には、ひとりで行く地方取材がベースになって生まれた詩が数多くありました。それらの詩を読んで浮かぶ情景を私が絵に描き、詩と絵を組み合わせた詩画作品の制作に取り組むようになりました」と、松本が自身の講演やYouTubeなどで語っている。
高級婦人服　株式会社ベルミランのカレンダー2004〜2005年に、二人の詩画作品が採用される。
2004年、浅田と結婚。以降それぞれの創作活動のかたわら、二人の絵と詩を組み合わせた詩画作品の制作にも取り組みつづけている。

## 主な著書
- 大人の塗り絵　鉄道のある風景編　河出書房新社 2012年5月 ISBN 9784309273235
- もうひとつの時刻表 アートボックスインターナショナル 2002年4月 ISBN 9784872985740
- 画文集　日本の鉄道抒情―ふるさとの詩がきこえる さきたま出版会 2020年2月 ISBN 9784878914690
- 詩集　どこかで読んだ詩　詩・文　浅田志津子　絵　松本忠　さきたま出版会   2022年2月　ISBN 9784878914799

## 主な作品起用
- 「旅と鉄道」(鉄道ジャーナル)
- 「まっぷる秋田･角館」(昭文社)
- 「福島県神社庁ポスター」挿絵 2007～2010年
- 埼玉縣信用金庫　さいしんカレンダー2022〜2023年
- 2023年、八重洲ブックセンター本店のフィナーレ企画、オリジナル文庫本カバーの表紙絵を担当(建物外観風景)

## 主な連載
- 「鉄道ダイヤ情報」(交通新聞社)にて全国の鉄道風景を紹介する詩画を連載　2003年～2006年
- 「信用金庫」（全国信用金庫協会）にて各地の駅の佇まいを紹介する絵と文を連載　2008年～継続中
- 「京三サーキュラー」（㈱京三製作所発行、編集･印刷 アベイズム㈱）にて表紙画「鉄道情景～ふるさとの記憶」を連載　2015年～2020年